# Uličské Krivé, Snina
Uličské Krivé este o comună slovacă, aflată în districtul Snina din regiunea Prešov. Localitatea se află la altitudinea de 278 m deasupra n.m., se întinde pe o suprafață de 19,09 km2 și în 2017 număra 251 de locuitori. Se învecinează cu Zboj, Snina, Kneahînea, Ulič, Kolbasov, Snina și Ruský Potok.

## Istoric
Localitatea Uličské Krivé este atestată documentar din 1478.

## Demografie
| An:                | 1994 | 2004    | 2014   | 2024    |
| ------------------ | ---- | ------- | ------ | ------- |
| Număr de persoane: | 321  | 277     | 260    | 225     |
| Diferență:         |      | −13,70% | −6,13% | −13,46% |

| An:                | 2023 | 2024   |
| ------------------ | ---- | ------ |
| Număr de persoane: | 236  | 225    |
| Diferență:         |      | −4,66% |